# کلو هول
کلو هول (انگلیسی: Chlöe Howl؛ زادهٔ ۴ مارس ۱۹۹۵) یک موسیقی‌دان است. وی از سال ۲۰۱۳ میلادی تاکنون مشغول فعالیت بوده‌است.